# マーガレット・マーシャル
マーガレット・アン・マーシャル（Margaret Anne Marshall, 1949年1月4日 - ）は、イギリスのソプラノ歌手。
スターリングの生まれ。スコットランド王立音楽院に進学してエドナ・ミッチェルに声楽を学び、ピーター・ピアーズやハンス・ホッターの薫陶も受けた。1974年にミュンヘン国際音楽コンクールに出場して優勝し、1975年にロンドンでデビューを飾った後は、イギリス各地のオーケストラと共演して声望を高めた。1978年にはフィレンツェでリッカルド・ムーティの指揮するクリストフ・ヴィリバルト・グルックの《オルフェオとエウリディーチェ》の上演に参加。1980年にはヴォルフガング・アマデウス・モーツァルトの《フィガロの結婚》のスザンナ役でコヴェントガーデン王立歌劇場に登場し、同じ役をスカラ座でも歌ってオペラ歌手としての名声を確立した。1982年からたびたびザルツブルク音楽祭に登場し、1988年にはウィーン国立歌劇場のアメリカ・ツアーに帯同してアメリカ合衆国でも知られるようになった。

## 註
1. ↑  bach-cantatas.com

| スタブアイコン | サブスタブ | この項目は、まだ閲覧者の調べものの参照としては役立たない、歌手に関連した書きかけの項目です。この項目を加筆・訂正などしてくださる協力者を求めています（P:音楽/PJ:芸能人）。 |